# Arhiducesa Sofia a Austriei

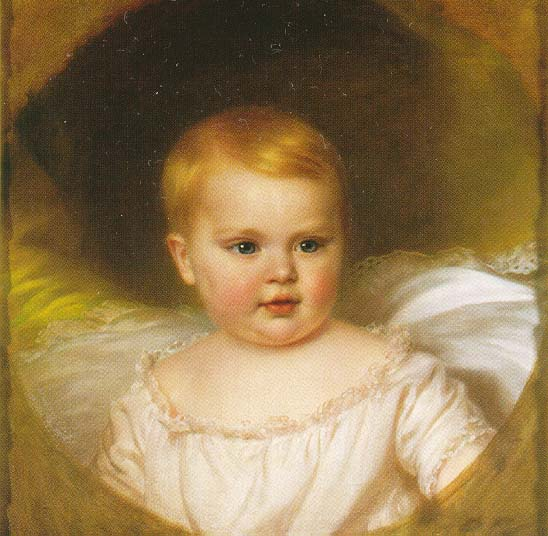
Arhiducesa Sofia a Austriei.

Arhiducesa Sofia a Austriei (Sophie Friederike Dorothea Marie Josepha von Habsburg-Lothringen) (5 martie 1855, Viena – 29 mai 1857, Budapesta) a fost primul copil al împărătesei Elisabeta a Austriei (Sisi) și a împăratului Franz Josef al Austriei. A fost numită după bunica paternă, Sofia, Prințesă a Bavariei.
În 1857, cuplul imperial a vizitat Ungaria luându-le cu ei și pe micuțele prințese Sofia și Gisela. În timpul acestei călătorii, ambii copii s-au îmbolnăvit de diaree. Gisela s-a recuperat rapid însă Sofia în vârstă de doi ani a murit. Decesul primului ei copil a aruncat-o pe împărăteasa Elisabeta într-o gravă depresie.